# Aphichot Wekarun
Aphichot Wekarun (tiếng Thái: อภิโชติ เวกอรุณ), sinh ngày 12 tháng 2 năm 1997), hoặc còn được biết với tên đơn giản F (tiếng Thái: เอฟ), là một cầu thủ bóng đá người Thái Lan thi đấu ở vị trí tiền vệ tấn công và tiền vệ chạy cánh cho câu lạc bộ Giải bóng đá Ngoại hạng Thái Lan Ubon UMT United.